# Твид (тканина)
Твид (енгл. tweed, шкот. twed) је назив за више врста веома цењене вунене тканине која се користи искључиво за израду одеће. Најчешће се израђује једноставним кепер (твил) или платненим преплетом (ткањем), од обојеног или необојеног предива.

## Назив
Реч твид није изведена из имена реке Твид, иако је област око ове реке позната по производњи те врсте тканина, већ је настала као резултат грешке једног лондонског трговца. Наиме, твид се обично тка у варијацима кепер ткања (енгл. twill), а стари шкотски назив за овај је tweel. Године 1826. поменути лондонски трговац је на наруџбеници коју је састављао уместо речи tweel написао је tweed. Овај назив убрзо се усталио за ову врсту тканине.

## Историја
Изворно је твид био тканина израђивана на ручним разбојима од такође ручно предене вуне у природним бојама (беж, смеђа и црна). У округу Харис, на шкотском острву Луис и Харис и данас се твид израђује на исти начин, и као ексклузивни производ означава посебним маркетиншким знаком.
Године 1842. 22-годишњи Жил Дормеи (Jules Dormeuil) основао је компанију Joel & Son која се у почетку бавила увозом енглеских тканина у Француску, да би касније започела са својом производњом. Прву своју продавницу ван Француске отворили су у Лондону 1862. Данас ова компанија има велики број текстилних брендова, међу којима је и Дормеи твид.
Изворно се твид користио за израду одеће за лов. Касније је постао популаран за мушка одела, а затим и за женску зимску одећу. Тек у новије време се пробио у високу моду. Увела га је чувена модна креаторка Коко Шанел и од њега направила ванвременски материјал који одише елеганцијом и сведеношћу, а пре свега је удобан и пријатан за ношење.

## Изглед тканине
Твид је назив за неколико врста тканина које се произведе у великом распону боја и преплета ткања, што у великој мери зависи од места производње. Направљене су од средње финог чешљаног и вученог вуненог предива, коме се при ткању у дезен убацују разнобојне коврџе на неједнаким површинама ткања, па је твид тканина коју карактерише разноликост боја и дезена. Вунене нити се ткају у два или три слоја предива. Може се препознати по мекоћи, чворићима на површини и видљивом ткању са две или три нијансе. Лице и наличије је код неких врста врло слично тако да се на први поглед не могу са сигурношћу разликовати, а некада ни на додир.
Твидова има различитих, од средње лаких до изразито тешких, грубе површине. Већина се и данас у потпуности израђују од вуне, али има све већи број твидова који се праве се од мешавине вуне са памуком или вештачким влакнима, од којих сваки даје посебну ноту.
Постоји и свилени твид, који се израђује фабрички, од сирове свиле са чворићима, у бојама које су типичне за вунени твид.
- Донегал твид, класичног ткања рибља кост, са карактеристичним разнобојним чворићима
- Француски Дормеи твид са пругицама, са традицијом дугом готово два века
- Твид једноставног ткања из 1920
- Харис твид у пепито дезену
- Карирани Харис твид
- Пругасти Харис твид

### Врсте твида
Врста твида углавном је одређена местом производње, од чега зависе и његове особине. Неки од твидова су Шкотски, Велшки, Чевиот (енгл. Cheviot), Саксонски, Харис, Јоркширски, Донегал, Западноенглески и др. Постоје бројни преплети који се користе код ткања твида. Најпознатији су рибља кост, дијамант и карирани. Заједно са још обимнијом разноликошћу дезена и бројним тоновима и нијансама боја дају широк спектар врло шареноликих тканина. Већина твидова се израђује од обојеног предива, али неки се боје и накнадно. Технички напредак у бојењу сировог материјала, предива и тканина, заједно са новим техникама дораде, резултирали су широким спектром стабилних и издржљивих одевних предмета различитих тежина.

## Употреба твида
Овај материјал користи се само за израду одеће. Од лаганог твида светлих боја шију се женски костими и мушки сакои, а од тамног и тешког јакне и капути. То је топао материјал који се прави најчешће од вуне, што га чини идеалним за зимски период. Неки модни дизајнери сматрају да изгледа превише застарело, али га многи ипак радо користе. Један од оних који који често и радо употребљавају овај материјал у својим колекцијама је Карл Лагерфелд.
Класични енглески твид се сматра краљем међу материјалима и увек је у тренду. Од њега се праве најквалитетнија мушка и женска одела. Женска одела раде се и у троделној варијанти - сако, сукња и панталоне, а у мање конвенционалној варијанти сакои од твида могу се носити и уз фармерке.
Савремени модни дизајнери твид користе чак и за израду модних детаља и асесоара, какве су на пример женске ташне, па чак и ципеле.
- Класична мушка одела (1910)
- Суфражеткиња у капуту од твида (1913)
- Коко Шанел (1965)
- Диорова висока мода (1973)
- Класични мушки сако
- Класични твид у лежерној комбинацији
- Савремено одело за лов

## Шивење твида
Твиду је потребно време да се слегне, па је препоручљиво да између постављања кроја на материјал и сечења прође један дан. 
У зависности од предива тканина је више или мање склона парању. Због тога га треба шити пажљиво, без много управљања материјалом при шивењу, а рубове обавезно обрадити. Професионалнији изглед дају рубови опшивени паспул траком. Због дебљине материјала твид није могуће пресавити и лепо зашити „невидљивим” штепом.

## Твид ран
Твид ран (енгл. Tweed Run) је „стилизована” вожња бициклом улицама Лондона, у којој су сви учесници одевени у одела од твида. Организује се од 2009. године. Учесници се возе кроз знамените делове града, а  успут застају на паузи за чај и пикник. Вожња је забавног карактера, а траса је дуга 12 mi (19 km), односно око 19 километара.
Ова манифестација брзо је стекла популарност, па су сличне манифестације почеле да се организују широм Велике Британије и света, између осталог и у Бирмингему, Глазгову, Манчестеру, затим у Хелсинкију, Москви, Паризу, Пескари, Риги, Санкт Петербургу, Берлину, Штутгарту, Бечу, Austria, Будимпешти, Ротердаму, Стокхолму, Малмеу, Харкову, Познању и другим европским градовима, Вожња се такође организује и у Токију, Торонту и градовима широм Сједињених Америчких Држава, Аустралије и Јужне Америке. Многе од ових вожњи одржавају се годишње, а неке су добротворне, попут оне у Малмеу.